# هاينز شيلر
هاينز شيلر هو مهندس سويسري، ولد في 25 يناير 1930 في فراونفيلد في سويسرا، وتوفي في 26 مارس 2007 في جنيف في سويسرا.